# Hoàng Văn Toái
Hoàng Văn Toái (sinh ngày 9 tháng 10 năm 1950) là sĩ quan cao cấp của Quân đội nhân dân Việt Nam, hàm Thiếu tướng, nguyên Chỉ huy trưởng Bộ Chỉ huy quân sự tỉnh Hà Giang, Tham mưu Trưởng, Phó Tư lệnh Quân khu 2, nguyên Uỷ viên Uỷ ban Quốc phòng và An ninh của Quốc hội, Đại biểu Quốc hội Việt Nam khóa 10 và 11.

## Tiểu sử
Hoàng Văn Toái sinh ngày 9 tháng 10 năm 1950 tại xã Xuân Giang, huyện Bắc Quang, tỉnh Hà Giang. Ông nhập ngũ từ tháng 7 năm 1968 và đến tháng 3 năm 1969 thì được kết nạp vào Đảng Cộng sản Việt Nam. Trong 4 năm đảm nhiệm vị trí Trung đoàn trưởng Trung đoàn 14 thuộc Sư đoàn 313, ông đã tham gia vào cuộc chiến biên giới tại Vị Xuyên vào năm 1984. Về sau, ông dần lên đến vị trí Chỉ huy trưởng Bộ Chỉ huy quân sự tỉnh Hà Giang. Tháng 2 năm 2002, ông được bổ nhiệm làm Phó Tư lệnh Quân khu 2 và thăng hàm Thiếu tướng không lâu sau đó. Đến năm 2007, ông trở thành Phó Tư lệnh Tham mưu trưởng của Quân khu 2 và giữ chức vụ này cho đến khi về hưu vào năm 2011.

## Lịch sử thụ phong quân hàm
| Năm thụ phong | –                                         | 1994                                             | 2002                                            |
| ------------- | ----------------------------------------- | ------------------------------------------------ | ----------------------------------------------- |
| Quân hàm      | Tập tin:Vietnam People's Army Colonel.jpg | Tập tin:Vietnam People's Army Senior Colonel.jpg | Tập tin:Vietnam People's Army Major General.jpg |
| Cấp bậc       | Trung tá                                  | Đại tá                                           | Thiếu tướng                                     |
|               |                                           |                                                  |                                                 |